# Liste der Bodendenkmäler in Geiselwind
Auf dieser Seite sind die Bodendenkmäler in dem unterfränkischen Markt Geiselwind zusammengestellt. Diese Tabelle ist eine Teilliste der Liste der Bodendenkmäler in Bayern. Grundlage ist die Bayerische Denkmalliste, die auf Basis des Bayerischen Denkmalschutzgesetzes vom 1. Oktober 1973 erstmals erstellt wurde und seither durch das Bayerische Landesamt für Denkmalpflege geführt wird. Die folgenden Angaben ersetzen nicht die rechtsverbindliche Auskunft der Denkmalschutzbehörde.

## Bodendenkmäler in Geiselwind
| Lage       | Objekt                                                                                      | Akten-Nr.     | Bild |
| ---------- | ------------------------------------------------------------------------------------------- | ------------- | ---- |
| (Standort) | Archäologische Befunde des Mittelalters und der frühen Neuzeit sowie Körpergräber           | D-6-6128-0084 |      |
| (Standort) | Siedlung vor- und frühgeschichtlicher Zeitstellung.                                         | D-6-6228-0012 |      |
| (Standort) | Bestattungsplatz mit verebneten Grabhügeln vorgeschichtlicher Zeitstellung.                 | D-6-6228-0015 |      |
| (Standort) | Mittelalterliche und frühneuzeitliche archäologische Befunde im Bereich der Kath. Kirche    | D-6-6228-0030 |      |
| (Standort) | Archäologische Befunde im Bereich der frühneuzeitlichen Dreifaltigkeitskapelle              | D-6-6228-0031 |      |
| (Standort) | Archäologische Befunde des Mittelalters und der frühen Neuzeit                              | D-6-6228-0032 |      |
| (Standort) | Archäologische Befunde im Bereich der frühneuzeitlichen Kath. Kapelle St. Marien            | D-6-6228-0033 |      |
| (Standort) | Archäologische Befunde des Mittelalters und der frühen Neuzeit                              | D-6-6228-0039 |      |
| (Standort) | Archäologische Befunde der frühen Neuzeit von Vorgängerbebauung                             | D-6-6228-0041 |      |
| (Standort) | Archäologische Befunde des Mittelalters und der frühen Neuzeit im Bereich der Evang. Kirche | D-6-6228-0044 |      |
| (Standort) | Archäologische Befunde des Mittelalters und der frühen Neuzeit                              | D-6-6229-0002 |      |
| (Standort) | Archäologische Befunde des Mittelalters und der frühen Neuzeit im Bereich der Kath. Kirche  | D-6-6229-0006 |      |
| (Standort) | Archäologische Befunde des Mittelalters und der frühen Neuzeit im Bereich der Evang. Kirche | D-6-6229-0009 |      |